# Eleotrica cableae
Eleotrica cableae és una espècie de peix de la família dels gòbids i de l'ordre dels perciformes.

## Morfologia
- Els mascles poden assolir 7 cm de longitud total.[1][2]

## Hàbitat
És un peix marí, de clima tropical i associat als esculls de corall.

## Distribució geogràfica
És un endemisme de les Illes Galápagos.

## Observacions
És inofensiu per als humans.